# الجمهور المشابه
الجمهور المشابه بشكل عام يعني «مجموعة مجمعة من الخوارزميات من زوار الشبكات الاجتماعية - المواقع الإلكترونية الذين يشبهون ، بطريقة أو بأخرى ، مجموعة أخرى من الأعضاء». وفي عصر التسويق الرقمي ، يشير إلى أداة استهداف جديدة للتسويق الرقمي ، استخدمها أولاً فيسبوك ، وهي تساعد على الوصول إلى العملاء المحتملين عبر الإنترنت الذين من المحتمل أن يشاركوا نفس الاهتمامات والسلوكيات مع العملاء الحاليين. منذ ظهورهذه الميزة في فيسبوك في 2013 ، اتبعت منصات إعلانية إضافية حذوها ، بما في ذلك إعلانات Google  و أوتبراين  و تابولا  و لينكد إن Ads  وغيرها.

## اعتبارات الجمهور المشابه
تقارن ميزة الجمهور المشابه العملاء الحاليين وملفات تعريف المستخدمين الخاصة بهم للعثور على القواسم المشتركة بينهم وبين الجمهور الحالي. وهذا يساعد في العثور على عملاء جدد محتملين بشكل كبير كان من الصعب في السابق تحديدهم والوصول إليهم. وهذا يوسع الجمهور المحتمل في بلدان مختلفة وينطبق على شرائح الجمهور المتمايزة الجديدة ؛  يوفر هذا النهج الوقت ويقلل من تكاليف الإعلان لاكتساب جمهور جديد.
ولكي تكون فعالة ، يجب أن تكون شريحة الجمهور المتشابه متجانسة. يتم تحقيق ذلك عادة باستخدام نمط سلوكي ثابت. إن تجانس الشرائح الشبيهة له تأثير أكبر على فعالية الجمهور من حجم مجموعة العينة هذه. في فيسبوك، يبلغ الحد الأدنى لحجم الشريحة التمشابهة 100 مستخدم من نفس البلد . يوصي Facebook عمومًا بإنشاء بذرة من جمهور فقط من 1000 إلى 50000 مستخدم .
قد تكون نفس النسبة هي المستخدمة في أعلانات جوجل ولكن بطرق مختلفة حيث أن الجمهور المشابه هناك له طرق استهداف متغيرة ومختلفة غير فيسبوك وغير باقي المعلنين.

## أمثلة على الشرائح الشبيهة
يستخدم المسوقون العديد من مصادر البيانات لإنشاء شرائح شبيهة. تتضمن بعض الأمثلة على شرائح تشبه التجارة الإلكترونية:
- القائمة على قواعد بيانات التواصل مع العملاء - مجموعة مبنية على قائمة بريد إلكتروني أو رقم هاتف للعملاء الذين لديهم تفاعل سابق مع عملك. يمكن تقسيم ذلك بشكل أكبر ، على سبيل المثال العملاء الذين لديهم أعلى قيمة مدى الحياة أو عمليات الشراء السابقة لمنتج معين.
- قائمة على التحويل - أساس يعتمد على المستخدمين الذين قاموا بإجراء مثل عملية شراء أو إرسال نموذج العملاء المحتملين على موقع الويب.
- قائمة على التفاعل - مجموعة تعتمد على المستخدمين مقسمين حسب تفاعلهم مثل الصفحات التي تمت مشاهدتها والوقت الذي يقضيه في الموقع ومشاهدات الفيديو وما إلى ذلك.[10]

## كيف تعمل؟
يتخذ فيسبوك، كمثال ، ثلاث خطوات لبناء جمهور مشابه:
- اختر شريحة الجمهور لبناء جمهور يشبهه. يمكن أن يتراوح ذلك من معجبين الصفحة وزوار الموقع وقوائم العملاء وما إلى ذلك.
- اختر الموقع المحدد (البلد أو المنطقة) الذي ترغب في العثور على جمهور مشابه فيه ويمكن التحكم فيها عبر إضافة بعض الأكواد البرمجية إلى موقعك للتتبع.
- تخصيص حجم الجمهور. يقدم فيسبوك نطاقًا من نسبة مئوية تبدأ من 1٪ إلى 10٪ ، مما يشير إلى حجم التجمعات السكانية للمواقع المختارة. توفر الجماهير الأكبر مدى وصول أوسع ، ولكن الجمهور الأصغر الذي يشبهه أكثر استهدافًا ، مما يعني أن الإعلانات يشاهدها عدد أقل من الأشخاص ، ولكن من المرجح أن تكون متوافقة بشكل أفضل مع ميزات فئة الجمهور.

## تقدمي أو غير أخلاقي؟
لقد أثبت العلماء أن أداة الجمهور المشابه ، إلى حد ما ، تعمل بشكل جيد في نتائج الإعلان بشكل عام. وهي مدرجة أيضًا على أنها اتجاه مهم للدفع بالنقرة (PPC) من قبل مدرسة دلهي للتسويق عبر الإنترنت. ومع ذلك ، لا تتوقف المناقشات حول مثل هذا الاستهداف السلوكي للطرف الثالث المستخدم في التسويق الرقمي أبدًا لأن استخدام البيانات الضخمة من العملاء هو بأي حال ضد إعدادات الخصوصية عبر الإنترنت.
في عام 2019 ، تم وضع قيود لوقف الاستهداف التمييزي للجماهير وفقًا للرمز البريدي ومستويات الدخل والتركيبة السكانية (العمر والجنس).